# Lee Kernaghan

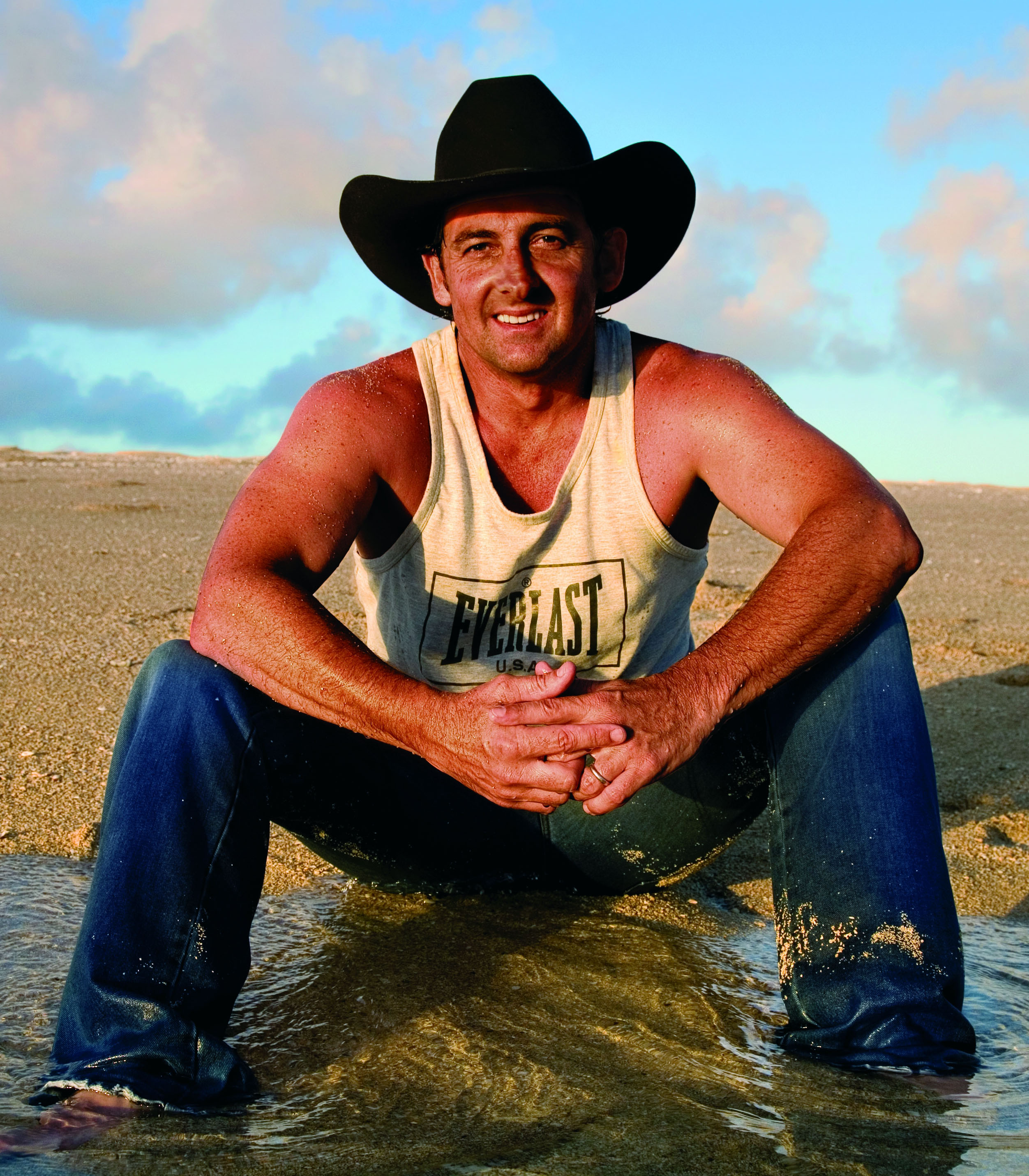
Lee Kernaghan

Lee Kernaghan (* 15. April 1964 in Corryong, Victoria) ist ein australischer Country-Sänger und Songwriter.

## Leben
Lee Kernaghan wurde als Sohn von Pam und Ray Kernaghan in der Kleinstadt Corryong geboren. Seine Vorfahren waren australische Viehtreiber; sein Vater arbeitete als Lastwagenfahrer und war später ein erfolgreicher Country-Musiker. Lee Kernaghan wuchs in der Region Riverina auf und besuchte ab 1969 die Hume Public School in Albury. Ab 1973 nahm er Klavierunterricht, 1975 gründete er mit seinem jüngeren Bruder Greg (* 1966) und seinem Freund Glen Simpson die Band The Blue Devils. Im Jahr darauf trat auch seine Schwester Tania (* 1968) der Band bei, die sich nun Angel and the Blue Devils nannte und auf Schulpartys und anderen Veranstaltungen auftrat. 1977 wurde Lee Kernaghan Schüler der Murray High School. Zu dieser Zeit begann er damit, eigene Songs zu schreiben. 
1978 tourte die Familie Kernaghan mit der Countrygruppe Rick and Thel Carey ein halbes Jahr durch Australien. Im Jahr darauf veröffentlichte sein Vater das Album Jet Set Country, zu dem Lee Kernaghan zwei Songs beisteuerte und Klavier spielte. 1980 gründete er die Country-Band Lee Kernaghan and the Coca-Cola Cowboys. Nachdem er die High School verlassen hatte, arbeitete er ab 1981 für das Label seines Vaters, Kernaghan Country Records. 1982 begleitete er als Bandmitglied neun Monate lang seinen Vater auf der Cavalcade of Stars Tour durch Australien. Im Oktober 1982 gewann er den National Starmaker Award. Im Jahr darauf erschien seine erste Single Cheaters/Advance Australia Again, die jedoch kein kommerzieller Erfolg wurde. 1985 brachten Ray und Lee Kernaghan das gemeinsame Album Family Tradition heraus, auf dem sie zwei Duette sangen. 1986 vertraten sie Australien beim Country-Musikfestival Fan Fair in Nashville, USA.
In Nashville nahm Lee Kernaghan einige Demo-Songs auf, die von Bob Montgomery produziert wurden. Auch lernte er 1986 den australischen Songwriter, Musiker und Produzenten Garth Porter (* 1948) kennen, mit dem er weitere Demo-Tracks einspielte. Kernaghan suchte im Raum Albury nach Auftrittsmöglichkeiten für seine Country-Band; er tat sich jedoch schwer ein Publikum zu finden, das an Country interessiert war. Es gelang ihm zunächst nicht, seinen Lebensunterhalt auf diese Weise zu bestreiten; stattdessen sang er Pop- und Rock-Cover und arbeitete in einer Piano-Bar. 1990 löste er seine Band schließlich auf und trat eine Stelle im Maklerbüro eines Freundes an. 
1991 reiste er auf Porters Wunsch hin mit diesem nach Sydney, um zusammen einige Songs zu schreiben, darunter Boys from the Bush, was später sein erster Hit werden sollte. Das Lied handelt von Kernaghan und seinen Freunden, wie sie im australischen Busch arbeiten, in Pubs gehen und mit ihren Utes herumfahren. Selbst Kernaghan glaubte nicht daran, dass irgendjemand an dieser Art Texte Interesse haben könnte. Doch Porter konnte ihn dazu überreden, über sein Leben und seine Herkunft zu schreiben. Demo-Tracks wurden aufgenommen, es folgte ein Liveauftritt und Kernaghan wurde vom Jeff Chandler and Kevin Jacobsen Management erstmals professionell vertreten. 1992 unterschrieb er einen Drei-Alben-Vertrag bei ABC Music und debütierte im selben Jahr als Solokünstler mit dem Album The Outback Club, das von Garth Porter produziert wurde. Die ausgekoppelte Single Boys from the Bush erreichte Platz 1 der australischen Country Track Charts und das Album gewann 1993 bei den ARIA Awards den Preis als bestes Country-Album. Diese Auszeichnung erhielt im Jahr darauf auch Kernaghans nächstes Album Three Chain Road.
Danach brachte er alle ein bis zwei Jahre ein neues Album heraus; 1959, Hat Town, Electric Rodeo, The New Bush, Spirit of the Bush, Ultimate Hits und Beautiful Noise erreichten die Top 10 der australischen Charts. 26 seiner Songs platzierten sich an der Spitze der nationalen Country-Charts. Er verkaufte in Australien über eine Million Tonträger, zehn seiner Alben erreichten mindestens Gold-Status.
2002 trat Kernaghan auf einer australischen Städtetour als The Balladeer in dem Musical The Man from Snowy River Arena Spectacular auf, das auf einem Gedicht von Banjo Paterson basiert. Kernaghan sang bei seinem Auftritt einige seiner Country-Songs und war wesentlich am Soundtrack des Musicals beteiligt, der mit einem ARIA Award prämiert wurde. Eine Aufführung des Stücks in Brisbane wurde gefilmt und erschien auf DVD.
Am 26. Januar 2004 wurde Lee Kernaghan mit der Medal of the Order of Australia (OAM) ausgezeichnet. Damit wurden sein künstlerischer Beitrag zur Country-Musik und sein gesellschaftliches Engagement in Form von Benefizkonzerten gewürdigt. Während der „Pass the Hat Around“-Tour sammelte Kernagham über 1 Million Dollar an Spendengeldern für die Unterstützung ländlicher Gemeinden während einer schweren Dürreperiode. Premierminister Kevin Rudd ernannte ihn unter anderem aus diesem Grund 2008 zum Australian of the Year.
2015 veröffentlichte Lee Kernaghan das Album Spirit of the Anzacs, das den ANZAC-Soldaten gewidmet ist. Die Idee zu dem Projekt kam ihm, als er die Kriegstagebücher des Chirurgen Edward Dunlop (1907–1993) gelesen hatte. Er arbeitete zwei Jahre lang an der Umsetzung. Zu den einzelnen Songs ließ er sich durch Briefe von Soldaten am Australian War Memorial inspirieren. Weitere australische Künstler wie Guy Sebastian, Jessica Mauboy und Shannon Noll waren als Gastmusiker beteiligt. Mit diesem Album landete Kernaghan erstmals einen Nummer-eins-Hit in Australien.

## Diskografie

### Alben
| Jahr | Titel                                                 | Höchstplatzierung, Gesamtwochen, AuszeichnungChartsChartplatzierungen (Jahr, Titel, Platzierungen, Wochen, Auszeichnungen, Anmerkungen) | Anmerkungen     |
| Jahr | Titel                                                 | AU | Anmerkungen     |
| ---- | ----------------------------------------------------- | --- | --------------- |
| 1992 | The Outback Club                                      | AU— ×2DoppelplatinAU |                 |
| 1993 | Three Chain Road                                      | AU35 ×2Doppelplatin · (4 Wo.)AU |                 |
| 1995 | 1959                                                  | AU9 Platin · (9 Wo.)AU |                 |
| 1998 | Hat Town                                              | AU7 Platin · (13 Wo.)AU |                 |
| 1998 | The Christmas Album                                   | AU31 (4 Wo.)AU | Weihnachtsalbum |
| 2000 | Rules of the Road                                     | AU16 Gold · (11 Wo.)AU |                 |
| 2002 | Electric Rodeo                                        | AU5 Platin · (23 Wo.)AU |                 |
| 2004 | The Big Ones: Greatest Hits Vol. 1                    | AU16 Platin · (9 Wo.)AU | Best-of-Album   |
| 2006 | The New Bush                                          | AU6 Platin · (17 Wo.)AU |                 |
| 2007 | Spirit of the Bush                                    | AU5 Platin · (12 Wo.)AU |                 |
| 2009 | Planet Country                                        | AU13 Gold · (9 Wo.)AU |                 |
| 2011 | Ultimate Hits                                         | AU8 Gold · (9 Wo.)AU | Best-of-Album   |
| 2012 | Beautiful Noise                                       | AU9 Gold · (18 Wo.)AU |                 |
| 2014 | Driving Home for Christmas                            | AU46 (2 Wo.)AU | Weihnachtsalbum |
| 2015 | Spirit of the Anzacs                                  | AU1 Platin · (22 Wo.)AU |                 |
| 2017 | The 25th Anniversary Album                            | AU2 (9 Wo.)AU | Kompilation     |
| 2019 | Backroad Nation                                       | AU3 (8 Wo.)AU |                 |
| 2022 | The Very Best of Lee Kernaghan: Three Decades of Hits | AU17 (3 Wo.)AU | Kompilation     |

## Singles
| Jahr | Titel Album          | Höchstplatzierung, Gesamtwochen, AuszeichnungChartsChartplatzierungen (Jahr, Titel, Album, Platzierungen, Wochen, Auszeichnungen, Anmerkungen) | Anmerkungen                                                                                   |
| Jahr | Titel Album          | AU | Anmerkungen                                                                                   |
| ---- | -------------------- | --- | --------------------------------------------------------------------------------------------- |
| 2004 | Missin’ Slim         | AU49 (1 Wo.)AU | mit Colin Buchanan                                                                            |
| 2007 | Spirit of the Bush   | AU11 (2 Wo.)AU | mit Adam Brand & Steve Forde                                                                  |
| 2015 | Spirit of the Anzacs | AU32 (3 Wo.)AU | feat. Guy Sebastian, Sheppard, Jon Stevens, Jessica Mauboy, Shannon Noll und Megan Washington |

Weitere Singles
- 1993: Boys from the Bush
- 1993: She’s My Ute
- 1994:	Save the Land
- 1995:	Country Crowd
- 1997:	This Is the Outback
- 1998: Tough Job (mit Colin Buchanan)
- 2009: Planet Country
- 2012: Beautiful Noise
- 2013:	Lights on the Hill (featuring The Wolf Brothers)

## Einzelbelege
1. 1 2 3  Lee Kernaghan. Biografie. ABC Music, abgerufen am 12. November 2023 (englisch).
2. 1 2  Lee Kernaghan OAM. Australian of the Year Awards, abgerufen am 12. November 2023 (englisch).
3. ↑  1993 ARIA Award Winners. All Down Under, 6. Januar 2023, abgerufen am 12. November 2023 (englisch).
4. ↑  1994 ARIA Award Winners. All Down Under, 6. Januar 2023, abgerufen am 12. November 2023 (englisch).
5. ↑  Medal of the Order of Australia für Lee Kernaghan (Memento vom 4. Juni 2011 im Internet Archive)
6. ↑  Suzanne Siminot: Gold Coast’s Lee Kernaghan’s Anzac album ‘incredibly emotional’ to make. The Daily Telegraph, 30. März 2015, abgerufen am 12. November 2023 (englisch).
7. 1 2  Lee Kernaghan in den australischen Charts
8. 1 2  ARIA Accreditations (Gold-/Platinauszeichnungen) ab 1997

| Personendaten    | Personendaten                              |
| ---------------- | ------------------------------------------ |
| NAME             | Kernaghan, Lee                             |
| KURZBESCHREIBUNG | australischer Countrysänger und Songwriter |
| GEBURTSDATUM     | 15. April 1964                             |
| GEBURTSORT       | Corryong, Victoria, Australien             |